# Cryptanthus micrus
Espèce
Cryptanthus micrus est une espèce de plantes à fleurs de la famille des Bromeliaceae, endémique du Brésil et décrite en 2010.

## Distribution
L'espèce est endémique de l'État de Minas Gerais au sud-est du Brésil.

## Description
Selon la classification de Raunkier, l'espèce est hémicryptophyte.